# Тридесет и девети пехотен солунски полк
Тридесет и девети солунски полк е български пехотен полк, формиран през 1912 година и взел участие в Балканската (1912 – 1913), Междусъюзническата (1913), Първата (1915 – 1918) и Втората световна война (1941 – 1945).

## Формиране
Тридесет и девети пехотен солунски полк е формиран през септември 1912 в Пловдив под името Тридесет и девети пехотен полк, като кадри се вземат от състава на 9-и пехотен пловдивски полк и 21-ви пехотен средногорски полк. 

## Балкански войни (1912 – 1913)
През Балканската война (1912 – 1913) полкът е в състава на 3-та бригада от Втора пехотна тракийска дивизия. В периода 5 октомври – 20 октомври 1912 година води настъпление в направление Аврамово – Елешница – Якуруда – Неврокоп. Като последователно освобождава Аврамово, Велица, Таш Боаз, Фотен, Лилково, Якоруда, Мехомия (Разлог), Елешница и Неврокоп.
По време на Междусъюзническата война (1913), в периода 17 – 24 юни 1913 година води боеве със сърбите в района на Серка планина, Верила и Градец и участва в разгрома на Тимошката дивизия при Криволак и Удово. В периода 4 – 17 юли води отбранителни боеве в при село Драгобраще, връх Бояз тепе, връх Занога, връх Кавица и връх Понорица.

## Първа световна война (1915 – 1918)
През Първа световна война (1915 – 1918) полкът влиза в състава на 2-ра бригада от 10-а пехотна беломорска дивизия и изпълнява задача по охрана на беломорския бряг с линия река Струма – връх Ляски – Долно Дряново – Село Доспат – Село Триград. По късно заема участъка река Места – Саръ Шабан.
При намесата на България във войната полкът разполага със следния числен състав, добитък, обоз и въоръжение:
| Числен състав                                                | Добитък   | Обоз     | Въоръжение                           |
| ------------------------------------------------------------ | --------- | -------- | ------------------------------------ |
| Офицери и лекари: 56 Чиновници: 3 Подофицери и войници: 5061 | Коне: 535 | Коли: 52 | Пушки и карабини: 3519 Картечници: 4 |

През 1916 г. на Македонския фронт полкът води боеве в района на Завоя на река Черна. През следващите две години преминава на разположение на Девета пехотна плевенска дивизия и води боеве при Дойран.

## Между двете световни войни
На основание на предписание № 6129 от 1 декември 1920 година и в изпълнение на клаузите на Ньойския мирен договор полкът е реорганизиран в 39-а пехотна солунска дружина и се установява на гарнизон в Бургас. През 1928 г. 39-а солунска дружина влиза в състава на 24-ти пехотен черноморски полк. На 8 май 1934 година на основание Министерска заповед № 102 от 8 май 1934 г. в Разлог полкът отново се формира и се състои от две дружини, а от 1939 година влиза в състава на 7-а пехотна рилска дивизия.

## Втора световна война (1941 – 1945)
През Втора световна война (1941 – 1945) полкът е на гарнизон в Лесковац и Куманово (1941 – 1943). След Деветосептемврийския преврат към полка се формира гвардейска дружина. Взема участие в първата фаза на заключителния етап на войната в състава на 7-а пехотна рилска дивизия и се сражава при Крива Паланка, Стражин, Страцин и Куманово. През ноември 1944 се завръща и е демобилизиран, а през декември е разформирован. Част от чиновете му се привеждат в Народоосвободителна бригада „Яне Сандански“. Когато полкът отсъства от мирновременния си състав, на негово място се формира допълваща дружина.
За негов наследник се смята мотострелковият полк, разположен в Гоце Делчев.

## Наименования
През годините полкът носи различни имена според претърпените реорганизации:
- Тридесет и девети пехотен полк (9 септември 1912 – 1914)
- Тридесет и девета пехотна солунска дружина (1 декември 1920 – 1928)
- Тридесет и девети пехотен солунски полк (8 май 1934 – 1944)

## Командири
Званията са към датата на заемане на длъжността.
| № | звание       | име                  | дати                          |
| - | ------------ | -------------------- | ----------------------------- |
|   | Подполковник | Тодор Михайлов       | Първа световна война          |
|   | Полковник    | Димитър Йосифов      | към 1916                      |
|   | Подполковник | Димитър Димов        | 6 май 1919                    |
|   | Майор        | Георги Гюлмезов      | 6 май 1919 – 16 октомври 1919 |
|   | Майор        | Атанас Хаджигригоров | 1919 – 1920                   |
|   | Подполковник | Димитър Николов      | 1920 – 1921                   |
|   | Полковник    | Йовчо Тенев          | 1921 – 1923                   |
|   | Подполковник | Димитър Николов      | 1923 – 1926                   |
|   | Полковник    | Г. Христов           | 1926 – 1928                   |
|   | Подполковник | Николай Чакъров      | 1935 – 1938?                  |
|   | Подполковник | Христо Стоянов       | 1938 – 1940?                  |
|   | Подполковник | Иван Попов           | 1940 – 1941?                  |
|   | Полковник    | Лазар Ханджиев       | 1941 – 13 септември 1944      |
|   | Подполковник | Евлоги Георгиев      | от 14 септември 1944          |
|   | Подполковник | Златю Златев         |                               |
|   | Подполковник | Никола Николов       | 1945 – 1946?                  |
|   |              | Асен Васев           | от 1947                       |

Други командири: Георги Ловченски